# Baselios Cleemis
Moran Mor Baselios Cleemis (Malayalam: മോറന്‍ മോര്‍ അസെലിഒസ് ക്ലീമിസ് കാതോളികോസ് ബാവ) (nacido Isaac Thottunkal, Mukkoor, Tiruvalla, Kerala, 15 de junio de 1959) es un cardenal indio, archieparca mayor-catolicós de la Iglesia católica siro-malankara y arzobispo de Trivandrum.

## Biografía
Estudió en el Seminario Menor de Tiruvalla de 1976 a 1979, graduándose en filosofía en el Saint Joseph's Pontifical Institute de Mangalapuzha, Aluva (1979-1982). Posteriormente estudió teología en el Seminario Pontificio de Pune (1983-1986). Fue ordenado sacerdote el 11 de junio de 1986. Realizó un máster en Teología en el Dharmaram College de Bangalore (1986-1989), y se doctoró en Teología Ecuménica en la Universidad Pontificia de Santo Tomás de Aquino (Angelicum) de Roma, en 1997.
A su regreso de Roma se convirtió en el vicario general (Proto Syncellus) de la Eparquía de Bathery. En 2001 fue nombrado por el papa Juan Pablo II visitador apostólico y obispo auxiliar de Trivandrum para los siro-malankaras que residen en América del Norte y Europa. Fue consagrado el 15 de agosto de 2001 en Tirumoolapuram, Tiruvalla, asumiendo el nombre de Isaac Mar Cleemis. La Santa Sede le designó obispo de Tiruvalla el 11 de septiembre de 2003, jurisdicción que en 2006 fue elevada a archieparquía, pasando a ser Arzobispo Metropolitano el 10 de junio de 2006.
Mor Cleemis fue elegido Arzobispo Mayor de Trivandrum y Catholicós de la Iglesia católica siro-malankara en el Santo Sínodo Episcopal celebrado del 7 al 10 de febrero de 2007 en el Catholicate Centre de Pattom, Trivandrum, siendo posteriormente la elección aprobada por el papa Benedicto XVI. Baselios Cleemis fue entronizado el 5 de marzo de 2007 en la Catedral de Santa María de Pattom, Trivandrum.
Moran Mor Baselios Cleemis visitó al papa Benedicto XVI el 28 de mayo de 2007 en la Ciudad del Vaticano, y recibió la comunión eclesiástica. La Congregación para las Iglesias Orientales en Roma le ofreció una recepción en su primera visita a la Santa Sede.
El 24 de octubre de 2012 fue anunciada su proclamación como cardenal de la Iglesia católica, que se hizo efectiva el 24 de noviembre en el consistorio celebrado por el papa Benedicto XVI en la basílica de San Pedro de la Ciudad del Vaticano. En dicha ceremonia se le otorgó el titulus de cardenal presbítero de San Gregorio VII.
Durante el pontificado del papa Francisco fue convocado para participar en calidad de padre sinodal en el Sínodo extraordinario de obispos sobre la familia (2014), en su carácter de presidente del sínodo de la Iglesia siro-malankar, y presidente de la Catholic Bishops' Conference of India.
El 19 de mayo de 2020 fue confirmado como miembro del Pontificio Consejo para el Diálogo Interreligioso  in aliud quinquennium.
| Predecesor: Cyril Mar Baselios | Arzobispo Mayor de Trivandrum 2007 - | Sucesor: En el cargo |